# Clun
Clun is een civil parish in het bestuurlijke gebied Shropshire, in het Engelse graafschap Shropshire met 1184 inwoners.